# 501st Combat Support Wing
Il 501st Combat Support Wing è uno stormo di supporto dell'United States Air Forces in Europe-Air Forces Africa. Il suo quartier generale è situato presso la RAF Alconbury, in Inghilterra.

## Organizzazione
Attualmente, al maggio 2017, lo stormo controlla:
- 422nd Air Base Group - RAF Croughton, Inghilterra
  - 420th Air Base Squadron, RAF Fairford, Inghilterra
  - 420th Munitions Squadron
  - 422nd Air Base Squadron
  - 422nd Civil Engineer Squadron
  - 422nd Communications Squadron
  - 422nd Medical Squadron
  - 422nd Security Forces Squadron
- 423rd Air Base Group, RAF Alconbury, Inghilterra
  - 421st Air Base Squadron, RAF Menwith Hill, Inghilterra
  - 423rd Civil Engineer Squadron
  - 423rd Communications Squadron
  - 423rd Force Support Squadron
  - 423rd Medical Squadron
  - 423rd Security Forces Squadron
  - 426th Air Base Squadron, Stavanger, Norvegia